# Blaž Slišković
Blaž "Baka" Slišković (n 30 mai 1959 la Mostar, Iugoslavia) este un fost mare fotbalist bosniac, actual antrenor de fotbal. În martie 2010 a fost instalat în funcția de antrenor principal al echipei Unirea Alba Iulia în Liga I. După retrogradarea în Liga II, a demisionat.
A pregătit echipa națională a Bosniei-Herțegovina în perioada 2002-2006.